# Поверхневі хвилі

Морська хвиля та рух часток в воді, коли довжина хвилі набагато більша за глибину. Формування ребристого піщаного дна

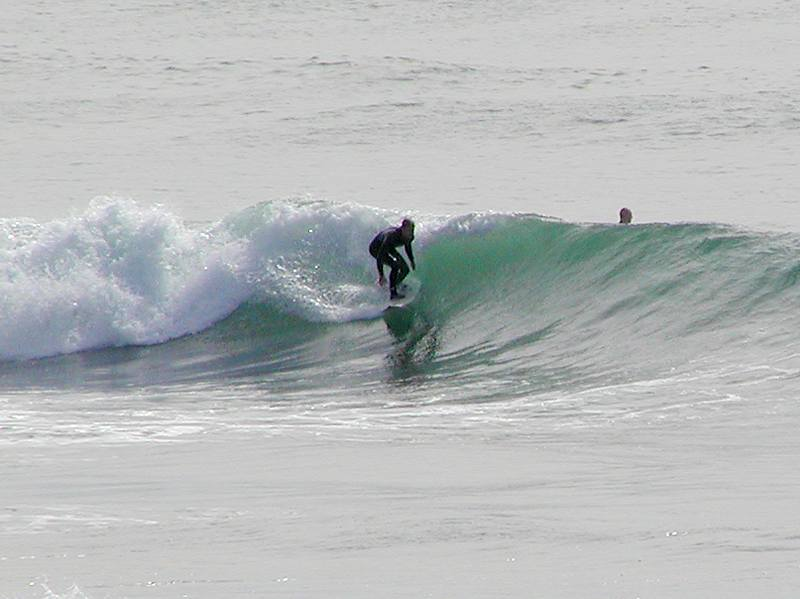
Морська хвиля

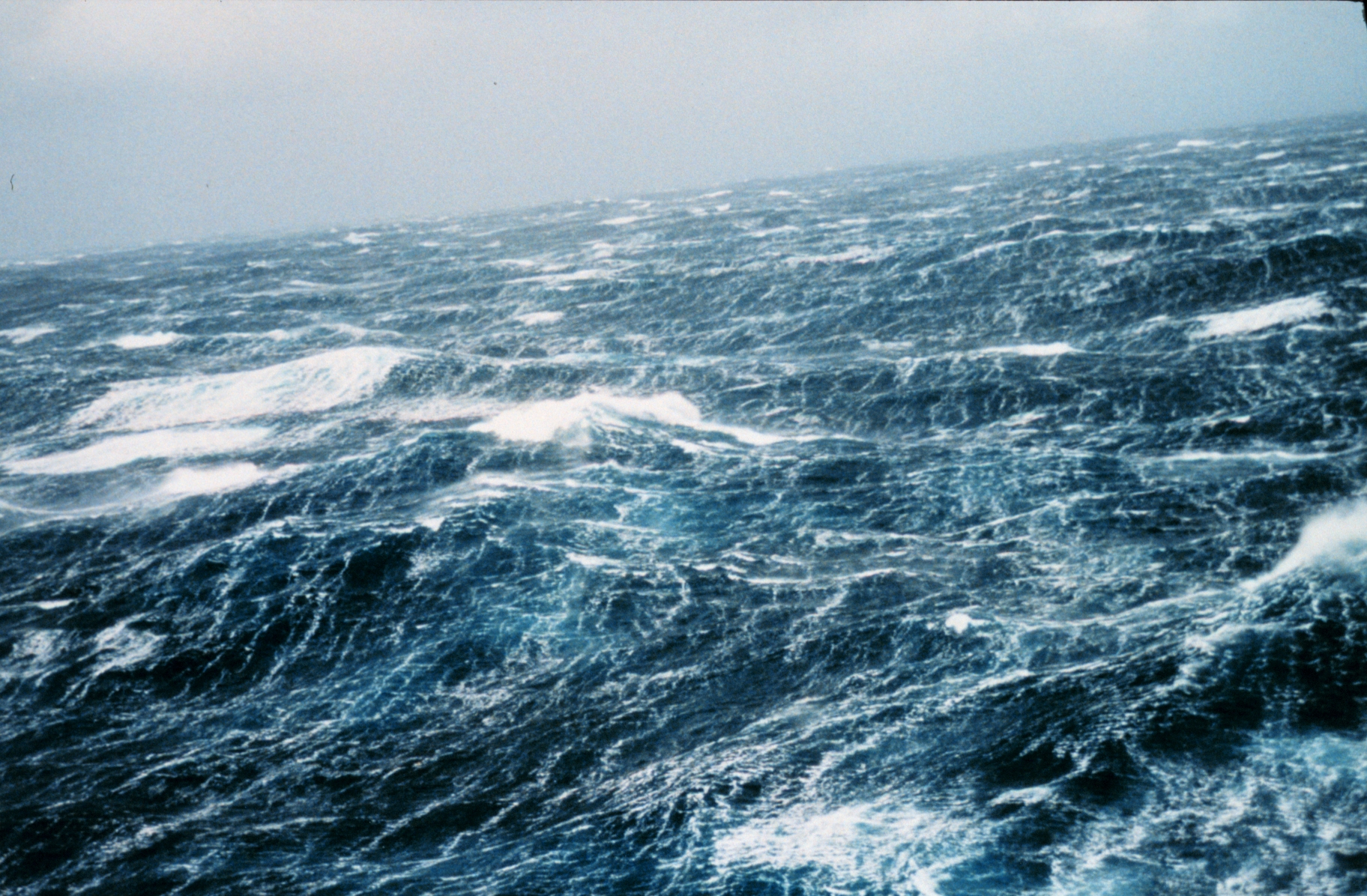
Північний Льодовитий океан, шторм 1989 року

Поверхневі хвилі, хвилюва́ння — коливальні рухи поверхневих мас рідини на межі контакту із середовищем з меншою густиною. На планеті Земля це явище найбільше розповсюджено на поверхні вод водойм (у морях, океанах, озерах, річках). Відбувається з утворенням водяних валів (хвиль), викликаних вітром, зміною атмосферного тиску, землетрусами, різкою зміною профілю дна, силою гравітації та рухом окремих великих водних мас, морських суден тощо. Невеликі хвилі називають брижами.

## Загальний опис
Загальною властивістю хвиль на воді є наявність дисперсії, що суттєво впливає на розвиток хвильових процесів на поверхні води. Саме в зв'язку з явищем дисперсії розрізняють хвилі на глибокій Воді (довжина хвилі менша за глибину водойми) та хвилі на мілкій воді, Для цих останніх явище дисперсії не спостерігається і їх фазова швидкість визначається глибиною водойми.
При відхиленні точок на поверхні рідини від положення рівноваги починають діяти дві сили, які намагаються повернути їх до рівноважного стану — це сили поверхневого натягу та сили ваги. У залежності від довжини хвилі одна із цих сил може стати превалюючою. В зв'язку з цим розрізняють поверхневі хвилі капілярні і гравітаційні.
Принципово важливим є розподіл хвиль на поверхні води на лінійні і нелінійні. Визначальним параметром при цьому є величина відношення амплітуди хвилі до її довжини,.
Вітрові хвилі — коливальні рухи води на поверхні водойм, що виникають внаслідок дії вітру.
Брижі — невеликі, неправильної форми хвилі, що виникають на поверхні води під впливом поривів вітру.
Буруни — хвилі, що з піною розбиваються об підводні та надводні перепони.

## Хвилі, що генеруються судном
Крім різного типу хвиль, що формуються на поверхні води в процесі взаємодії атмосфери і океану, збурення на водяній поверхні виникають при русі на воді різних транспортних засобів (човнів, суден, поромів та інш.). Такі хвилі мають специфічні особливості, пов'язані з локальних характером лії на поверхню води. Перше пояснення механізму генерації таких хвиль та визначення особливостей їх поширення належать лорду Кельвіну. Ним відмічена характерна форма хвильової картини за судном, яка складається суперпозицією поперечних по відношенню до напрямку руху, хвиль та біжучих хвиль, що поширюються під певним кутом до цього напрямку. Для глибокої водойми кут розхилу клиноподібної хвилевої картини не залежить від швидкості руху судна і складає 18 градусів і 28 мінут.

## Використання енергії хвиль

Коливання елементу в пристрої для використання хвильової енергії

Поширення хвиль будь-якої фізичної природи пов'язано з переносом енергії. Враховуючи значну густину води поверхневі (гравітаційні) хвилі, в яких спостерігається значний підйом частинок води над положенням рівноваги, мають переносити досить значну енергію. Саме з цим значним запасом енергії пов'язана і руйнівна дія хвиль під час потужних штормів. На рисунку показано руйнівні наслідки зимового шторму в 1988 році для хвильової електростанції в Ейгардені (Øygarden) поблизу Бергена в Норвегії.

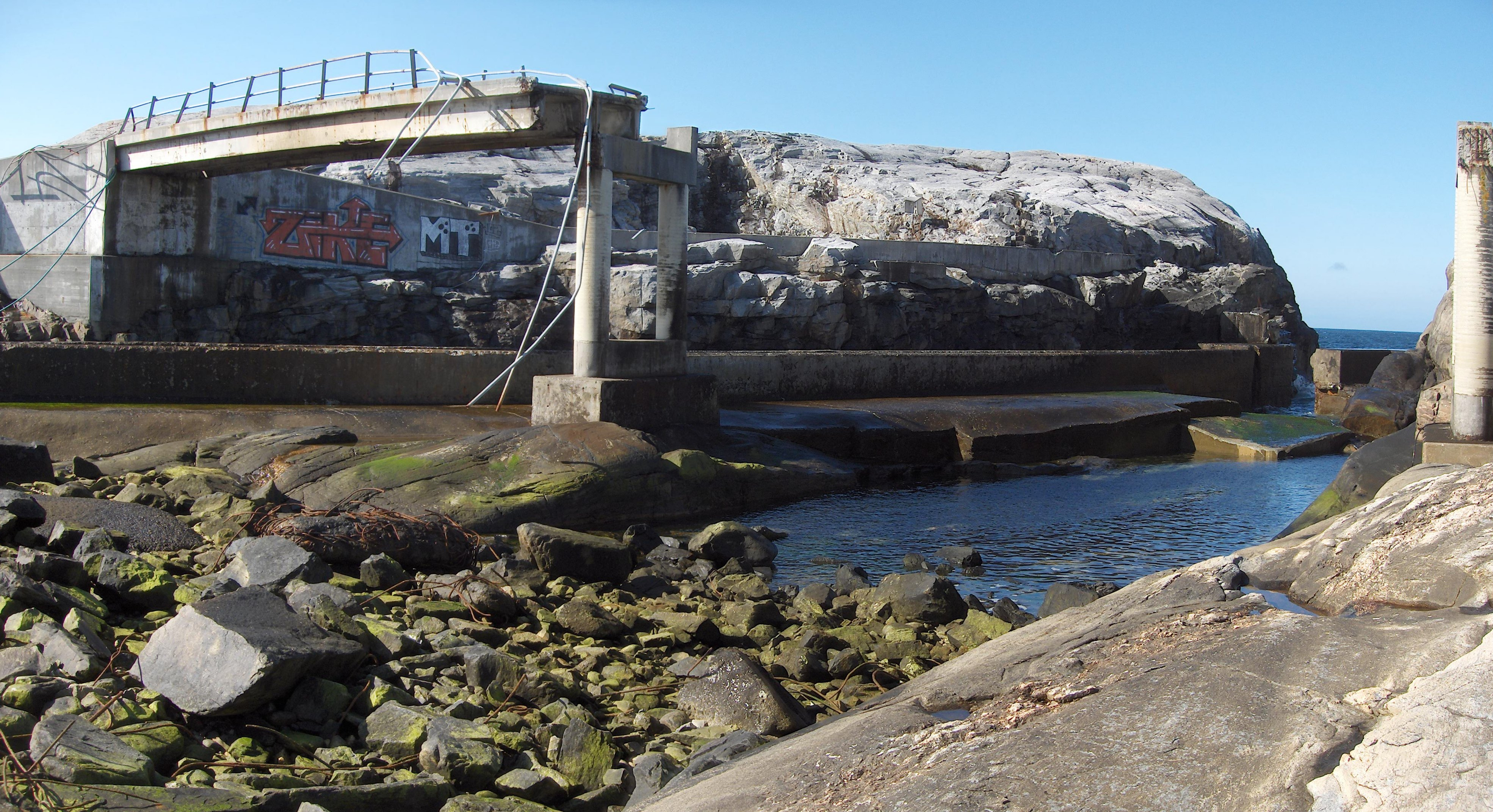
Вигляд зруйнованої внаслідок шторму хвильової електростанції.

Значні запаси енергії в гравітаційних хвилях стимулюють дослідження можливостей використання їх, як джерела відновлюваної енергії. Детальний огляд проведених робіт різних країнах та аналіз досвіду конструкторської реалізації різних механізмів для перетворення енергії хвиль в електричну енергію, або енергію потоку газу, представлено в
Схематичне зображення механізму, що є елементом станції для використання хвильової енергії показано на рисунку. Енергія хвильових рухів розподілена по великій площі, що, звичайно, утруднює завдання практичного її використання. Для досягнення ефективного перетворення хвильової енергії в корисну енергію необхідно вирішувати значну кількість інженерних задач та забезпечувати відповідний рух елементів, кінетична енергія яких і є корисною енергією.